# Zubin Potok
Zubin Potok (serb.-cyrylica Зубин Поток, alb. Zubin Potoku lub Zubin Potok) – miasto w północnym Kosowie (region Mitrovica), liczy około 10 tys. mieszkańców (2006). Burmistrzem miasta jest Slaviša Ristić.